# Massimiliano Presti
Massimiliano Presti (Catania, 21 settembre 1975) è un ex pattinatore di velocità in-line italiano, due volte campione mondiale.

## Biografia
Secondo di quattro fratelli, tra cui il pattinatore Luca Presti, ha vissuto l'adolescenza a San Giovanni la Punta.
Dedicatosi sin da piccolo al pattinaggio a rotelle, seguendo i consigli del padre che aveva in gioventù praticato il pattinaggio, cominciò ad ottenere risultati di tutto rispetto scalando velocemente le classifiche nazionali ed affacciandosi alle competizioni internazionali. 
Passato nella categoria maggiore nel 1993 ha vinto in carriera tre medaglie d'oro ai Campionati mondiali del 1999 e 2003  9 argenti e 6 bronzi, 20 ori in carriera ai campionati europei e 59 titoli nazionali.    
Terminata l'attività agonistica, dal 2010 Massimiliano è Commissario tecnico delle nazionali italiane di pattinaggio in linea.

## Palmarès
Nell'arco della sua carriera ha vinto:
- Campionati mondiali
  -  3 medaglie d'oro
- Campionati europei
  -  20 medaglia d'oro
- Campionati Italiani
  -  59 medaglie d'oro
- Coppe del Mondo
  -  6 coppe del mondo maratone WIC (world inline cup)